# Oreochromis korogwe
Oreochromis korogwe är en fiskart som först beskrevs av Lowe, 1955.  Oreochromis korogwe ingår i släktet Oreochromis och familjen Cichlidae. IUCN kategoriserar arten globalt som livskraftig. Inga underarter finns listade i Catalogue of Life.